# هدويغ بليابتريي
هدويغ بليابتريي (بالألمانية: Hedwig Bleibtreu)‏ (و. 1868 – 1958 م) هي ممثلة مسرحية، وممثلة أفلام نمساوية، ولدت في لينتس، توفيت عن عمر يناهز 90 عاماً.

## جوائز
حصلت على جوائز منها:
- Ring of Honour of the City of Vienna [الإنجليزية]‏
- Grand Decoration of Honour for Services to the Republic of Austria ‏.

## وصلات خارجية
- هدويغ بليابتريي على موقع IMDb (الإنجليزية)
- هدويغ بليابتريي على موقع مونزينجر (الألمانية)
- هدويغ بليابتريي على موقع ألو سيني (الفرنسية)
- هدويغ بليابتريي على موقع ميوزك برينز (الإنجليزية)
- هدويغ بليابتريي على موقع أول موفي (الإنجليزية)
- هدويغ بليابتريي على موقع قاعدة بيانات الأفلام السويدية (السويدية)
- هدويغ بليابتريي على موقع قاعدة بيانات الفيلم (الإنجليزية)
- هدويغ بليابتريي على موقع كينوبويسك (الروسية)